# هورن-باد ماینبرگ
شهر هورن-باد ماینبرگ در ایالت نوردارین-وستفالن در کشور آلمان واقع شده است.